# わんころべえ
『わんころべえ』は、あべゆりこによる日本の漫画作品。および、それを題材としたテレビアニメ作品。

## 概要
擬人化された雑種犬のわんころべえとその仲間達の日常を、4コマ漫画という形で描いたもの。ほとんどのセリフが横書きになっている、という特徴がある。
講談社の漫画雑誌『なかよし』1976年1月号から連載され、2016年1月号で40周年を迎えた。これは『なかよし』だけではなく全ての少女漫画雑誌の掲載作の中で最長寿作にあたる。また、長年『なかよし』の星占いコーナーのキャラクターも務めた。
1980年、KCなかよしから単行本が初刊行された。その後も数冊が刊行されている。しかし、1993年のKCなかよしからの刊行を最後に、2011年現在まで続刊はなく、絶版状態となっている。そのため、単行本未収録のエピソードが多い。
2015年に電子化され、電子コミックとして配信がスタートした。

## テレビアニメ
1996年10月6日から1997年3月30日にかけて、東京メトロポリタンテレビジョン（MXテレビ）にて、15分枠で全26話が放送された。この放送のみ、当時のNTTの1社提供である。後に地方局・BS・CS局でも放送されている。
東京メトロポリタンテレビジョン初の日本製テレビアニメ放映作である。
また水田わさびが初の主要人物レギュラーを務めた番組でもある。

### スタッフ
- 原作：あべゆりこ（講談社 / 月刊なかよし）
- プロデューサー：松元理人、岡村雅裕
- 制作担当：佐藤仁
- 監修：芝山努
- 監督：望月智充
- キャラクターデザイン：山田みちしろ、池沼有美
- 総作画監督：山田みちしろ
- 美術監督：古谷彰
- 撮影監督：松澤浩之
- 音響監督：小林克良
- 文芸担当：小野田博之
- 音楽：堀井勝美
- アニメーション制作：亜細亜堂
- 製作：キョクイチ東京ムービー

### 登場キャラクター・声の出演
- わんころべえ：長沢直美
- しめちゃん：菊地祥子
- ライバルちゃん：小桜エツ子
- はりおくん：柳原みわ
- よこづなちゃん：水田わさび
- ヤギ先生：鈴木勝美

### 主題歌
オープニングテーマ：「恋は揺れるメロディー」
作詞 - 渡辺なつみ / 作曲・編曲 - 堀井勝美 / 歌 - 河合夕子
エンディングテーマ：「夢の国で逢いましょう」
作詞 - 渡辺なつみ / 作曲・編曲 - 堀井勝美 / 歌 - 河合夕子

### 各話リスト
| 話数 | サブタイトル                     | 脚本     | 絵コンテ   | 演出       | 作画監督   | 放送日         |
| ---- | -------------------------------- | -------- | ---------- | ---------- | ---------- | -------------- |
| 1    | わんころべえの誕生日!?           | 桜井正明 | 望月智充   | 根岸宏樹   | 木村文代   | 1996年 10月6日 |
| 2    | ヤギ先生のメーメー教室           | 桜井正明 | 芝山努     | 根岸宏樹   | 椛島義夫   | 10月13日       |
| 3    | ライバルちゃんのラブアタック     | 桜井正明 | 谷田部勝義 | 谷田部勝義 | 小和田良博 | 10月20日       |
| 4    | しめちゃんのダイエット作戦       | 桜井正明 | 矢野篤     | 矢野篤     | 山本天志   | 10月27日       |
| 5    | おばけちゃん、こんにちは!        | 米村正二 | 青木悠三   | 椛島義夫   | 小野隆哉   | 11月3日        |
| 6    | がんばれ!はりおくん              | 菅良幸   | 谷田部勝義 | 谷田部勝義 | 野館誠一   | 11月10日       |
| 7    | しめちゃんのお料理教室           | 菅良幸   | 秦義人     | 秦義人     | 進藤満尾   | 11月17日       |
| 8    | ライバルちゃんの赤い糸大作戦     | 菅良幸   | 木村哲     | 木村哲     | 高橋英吉   | 11月24日       |
| 9    | しめちゃんのすてきなプレゼント!? | 菅良幸   | 岩崎知子   | 根岸宏樹   | 木村文代   | 12月1日        |
| 10   | わんころべえのイメチェン作戦     | 菅良幸   | 河本昇悟   | 河本昇悟   | 菊池城二   | 12月8日        |
| 11   | わんころべえの小さな親切         | 岸間信明 | 矢野篤     | 矢野篤     | 武内啓     | 12月15日       |
| 12   | わんころべえのクリスマス         | 岸間信明 | 青木悠三   | 椛島義夫   | 小野隆哉   | 12月22日       |
| 13   | わんころべえは歯医者がきらい!    | 米村正二 | 谷田部勝義 | 谷田部勝義 | 石川修     | 12月29日       |
| 14   | 小さくなりたいよこづなちゃん     | 米村正二 | 谷田部勝義 | 谷田部勝義 | 小和田良博 | 1997年 1月5日  |
| 15   | 体育で恋のバトル!                | 米村正二 | 秦義人     | 根岸宏樹   | 浅野文彰   | 1月12日        |
| 16   | キャンプでラブラブ作戦           | 米村正二 | 青木悠三   | 矢野篤     | 木村文代   | 1月19日        |
| 17   | ライバルちゃんは恋の占い師       | 桜井正明 | 秦義人     | 秦義人     | 進藤満尾   | 1月26日        |
| 18   | ヤギ先生のお見合い               | 岸間信明 | 根岸宏樹   | 根岸宏樹   | 木村文代   | 2月2日         |
| 19   | おけいこ、がんばろう!            | 桜井正明 | 木村哲     | 木村哲     | 高橋英吉   | 2月9日         |
| 20   | みんなの夢                       | 岸間信明 | 河本昇悟   | 河本昇悟   | 菊池城二   | 2月16日        |
| 21   | 星の子に、お願い!                | 桜井正明 | 矢野篤     | 矢野篤     | 武内啓     | 2月23日        |
| 22   | わんころべえのおつかい           | 剣持亘   | 根岸宏樹   | 根岸宏樹   | 木村文代   | 3月2日         |
| 23   | 春ののはらは花ざかり!            | 岸間信明 | 谷田部勝義 | 岡崎幸男   | 小和田良博 | 3月9日         |
| 24   | アルバイト大作戦!                | 菅良幸   | 岡崎幸男   | 岡崎幸男   | 石川修     | 3月16日        |
| 25   | ライバルちゃんのスター誕生       | 菅良幸   | 青木悠三   | 椛島義夫   | 小野隆哉   | 3月23日        |
| 26   | しらゆき、しめちゃん!            | 桜井正明 | 望月智充   | 根岸宏樹   | 木村文代   | 3月30日        |

### 放送局
| 放送地域   | 放送局       | 放送期間                      | 放送日時                 | 放送区分       | 備考                              |
| ---------- | ------------ | ----------------------------- | ------------------------ | -------------- | --------------------------------- |
| 東京都     | MXテレビ     | 1996年10月6日 - 1997年3月30日 | 日曜 10時30分 - 10時45分 | 独立局         |                                   |
| 千葉県     | 千葉テレビ   |                               |                          | 独立局         |                                   |
| 中京広域圏 | 中部日本放送 |                               |                          | TBS系列        |                                   |
| 新潟県     | 新潟テレビ21 |                               |                          | テレビ朝日系列 |                                   |
| 青森県     | 青森朝日放送 |                               |                          | テレビ朝日系列 |                                   |
| 日本全国   | NHK BS2      | 1998年                        | 火曜 18時30分 - 19時00分 | BS放送         |                                   |
| 日本全国   | KIDS STATION |                               |                          | CS放送         |                                   |
| 神奈川県   | tvk          | 2007年10月6日 - 12月22日      | 土曜 8時30分 - 9時00分   | 独立局         | 『ちびアニ劇場』枠 （枠前半のみ） |
| 埼玉県     | テレ玉       | 2007年10月12日 - 12月28日     | 金曜 7時00分 - 7時30分   | 独立局         | 『ちびアニ劇場』枠 （枠前半のみ） |
| 兵庫県     | サンテレビ   | 2007年10月12日 - 12月28日     | 金曜 7時00分 - 7時30分   | 独立局         | 『ちびアニ劇場』枠 （枠前半のみ） |

※青森朝日放送と千葉テレビ→チバテレビでは『ちびアニ劇場』枠で再放送を実施。また、関西圏の地上波ではサンテレビで制作11年後に初放送となる。